# Nectonema
Nectonema es un género de nematomorfos con alrededor de cinco especies que se distribuyen en todo el Océano Atlántico. Nectonema fue descrito en 1892 y posteriormente fue asignado a su propia familia Nectonemidae y clase Nectonematoida, ya que constituyen los nematomorfos más basales.
Las especies del género Nectonema habitan en aguas saladas donde forman parte del plancton. Las larvas de las especies son exclusivamente parásitos de crustáceos decápodos como cangrejos, camarones, langostas, etc. En cuanto a la morfología de las especies, estas poseen dos filas de sedas laterales natatorias con un amplio pseudocele y tienen un cordón nervioso dorsal además del ventral.

## Especies
El género contiene las siguientes especies descritas:
- Nectonema agile
- Nectonema melanocephalum
- Nectonema munidae
- Nectonema svensksundi
- Nectonema zealandica